# Kim Strandberg
Kim Strandberg, född 1977 i Korsholm, är finlandssvensk professor i statskunskap vid Åbo Akademi i Vasa.
Strandberg började studera statskunskap vid Åbo Akademi år 1996 och fortsatte efter studierna jobba med forskning vid fakulteten. Strandberg avlade doktorsavhandlingen år 2006 med avhandlingen Parties, candidates and citizens on-line: studies of politics on the Internet. År 2019 blev han professor vid Åbo Akademi i Vasa och efterträdde professor Göran Djupsund.
År 2022 bedömde han Finlands presidents Sauli Niinistös frus Jenni Haukios doktorsavhandling.